# Dan Tawfik
Pour les articles homonymes, voir Tawfik.
Dan Salah Tawfik (28 mai 1955 - 4 mai 2021) est un biochimiste israélien, principalement connu pour ses travaux en ingénierie des protéines, biochimie évolutive et, plus particulièrement, sur l'évolution des enzymes,.

## Biographie
Tawfik est né à Jérusalem dans une famille d'immigrants juifs originaires d'Irak. Il obtient sa licence (BSc) en chimie et biochimie (1988) et son master en biotechnologie (1990) à l'Université hébraïque de Jérusalem, et son doctorat à l'Institut Weizmann des sciences (1995). Il part ensuite au Royaume-Uni où, après deux ans de recherche postdoctorale sous la direction d'Alan Fersht à l'Université de Cambridge (Royaume-Uni) et au Centre for Protein Engineering du Medical Research Council (MRC), il devient chercheur principal au Sidney Sussex College et au Center for Protein Engineering. Il y devint chef de groupe en 1999. En 2001, il rejoint le Département de chimie biologique (maintenant appelé Département des sciences biomoléculaires) de l'Institut Weizmann des sciences et occupe la chaire professorale de biochimie Nella et Leon Benoziyo à partir de 2010. Tawfik est vice-président du conseil scientifique de l'Institut Weizmann des sciences de 2019 jusqu'à sa disparition,.

## Recherche
Tawfik développe la compartimentation in vitro (conjointement avec Andrew D. Griffiths),. Cette technologie permet la compartimentalisation de molécules d'ADN/ARN uniques dans des gouttelettes, dans une émulsion, créant ainsi des compartiments semblables à ceux de cellules, dans lesquels les gènes peuvent être répliqués, transcrits et traduits. Cette technologie permet de réaliser des expériences d'évolution dirigée sans la nécessité d'utiliser des cellules vivantes, et est également devenue la base de méthodes de séquençage parallèle massif telles que le séquençage 454 ou SOLID, et de méthode de quantification telle que la réaction en chaîne par polymérase digitale.
Tawfik est pionnier et est l'un des chercheurs les plus cités dans l'étude de la promiscuité enzymatique et de son rôle dans l'évolution des enzymes. Il a établi le lien entre la diversité conformationnelle des protéines et leur promiscuité, démontre la grande capacité évolutive des activités de promiscuité des protéines (c'est-à-dire la possibilité d'améliorer considérablement une activité de promiscuité avec des effets minimes sur l'activité d'origine de la protéine), et la rôle de la promiscuité dans l'évolution des enzymes dégradant les pesticides. Son groupe s'est également penché sur les trajectoires évolutives qui conduisent à la création de nouvelles enzymes et sur le lien entre repliement, stabilité et évolutivité des protéines.
Ses recherches sur l'émergence des toutes premières enzymes, qui visent à faire le lien entre des familles enzymatiques communes, telles que les enzymes de Rossmann et les NTPases à boucle P, et des polypeptides simples,, conduisent à la conclusion que l'ornithine pourrait avoir été le premier acide aminé cationique. Ces travaux ont également illustré l'évolutivité des fonctions protéiques de promiscuité (la possibilité d'améliorer considérablement une activité de promiscuité avec quelques mutations, tout en ayant des changements mineurs de la fonction d'origine de la protéine).

## Prix et distinctions
- Le prix Wolgin pour l'excellence scientifique (2007)
- Le prix Weizmann de la municipalité de Tel Aviv (2007)
- Membre de l'EMBO (2009)[17],[18]
- Prix Teva d'excellence à la mémoire d'Eli Hurvitz (2013)[19]
- Le prix ECI Enzyme Engineering (2015)
- Le prix EMET en sciences de la vie (2020)[20]
- Conférence de l'American Chemical Society (ACS) Gordon Hammes (2021)